# Famille Rizzuto
Le clan Rizzuto est une des principales « familles » mafieuses de Montréal. Elle fut dirigée par la famille Rizzuto à Montréal. Sa zone d'influence couvre le Québec et le sud de l'Ontario. Le FBI considère la famille Rizzuto comme étant affiliée à la famille Bonanno, tandis que la police canadienne la considère comme une famille du crime indépendante et autonome.

## Historique

### Création et l'ère de Vic Cotroni
La famille est créée par Carmine « Lilo » Galante en 1953, sur ordre de Joseph Bonanno, le parrain de la famille Bonanno. L'organisation change de leadership en 1957 avec l'arrestation de Galante. Elle est récupérée par son bras-droit, Vincenzo « Vic »  Cotroni, aussi connu sous le pseudo de « The Egg » (l'œuf), devenant alors la famille Cotroni. Cette organisation est alors principalement constituée de Calabrais.
Durant le règne de Cotroni, la famille continue à conserver une forte relation avec la famille Bonanno, tout en s'imposant dans le contrôle du trafic de drogue dans tout Montréal. Ils contrôlent comme territoire la plupart du sud du Québec et l'Ontario, jusqu'à ce que les factions siciliennes ne les supplantent. Le FBI considère la famille Cotroni comme une succursale de la famille Bonanno. La famille a toujours cherché à tisser des liens avec d'autres familles mafieuses en Italie et à travers tous les États-Unis et le Canada.
Dans les années 1950, Nicolo Rizzuto émigre de la Sicile vers Montréal, avec sa famille. Ayant des liens avec la mafia sicilienne, il rejoint la famille Cotroni. Rizzuto veut alors une part du trafic de drogue, ce que Paolo Violi, le bras-droit de Vincenzo Cotroni, refuse. Les relations s'enveniment, si bien que Violi doit faire appel en 1972 à la famille Bonanno et à des mafiosi italiens pour tenter de régler le problème. Vers la fin des années 1970, une guerre se déclenche entre le clan des calabrais Cotroni mené par leur bras-droit Paolo Violi, et le clan sicilien des Rizzuto mené par Nick Rizzuto et son fils, Vito. La famille Cotroni exigea alors le départ de Rizzuto. Ce dernier partit donc au Venezuela en 1974, où il noue des alliances avec la famille sicilienne Caruana-Cuntrera et le cartel de Colombie. À la suite de l'assassinat de Paolo Violi et de ses frères, Rizzuto revient à Montréal en 1980 et la famille Cotroni est remplacée par la famille Rizzuto. Vincent Cotroni meurt d'un cancer en 1984,.

### L'ère de Vito Rizzuto
En 1981, Vito Rizzuto devient parrain de la famille. Il est né en Sicile en 1946 et a immigré au Canada avec sa famille en 1954. Le style de commandement dans les affaires est en totale opposition au style flamboyant de l'ancien parrain de la famille Gambino, John Gotti. Il s'affirma dans le monde criminel canadien dans la discrétion, travaillant seulement avec quelques personnes de confiance et faisant ainsi leurs fortunes. On lui donne un rôle important dans « l'accord de paix » dans la guerre sanglante entre les Hells Angels et les Rock Machine au Québec. Les Rizzuto travaillent aussi bien avec la Cosa Nostra sicilienne qu'avec la 'Ndrangheta, le clan Cuntrera-Caruana (qui s'est implanté hors de la Sicile au Canada et en Amérique du Sud pour le trafic de stupéfiants), les cartels colombiens et les cinq familles de New York, en particulier les Bonanno et les Gambino. Rizzuto est considéré comme un médiateur pour assurer la paix entre les Hells Angels, la Mafia, les gangs de rue, les cartels colombiens et la mafia irlandaise comme les West End Gang.
Les Rizzuto sont considérés comme le bras armé du clan Bonanno à Montréal, base arrière de New York, très surveillée par la police fédérale américaine, le FBI. Par contre les autorités canadiennes les considèrent comme une famille du crime à part entière.
Selon ces dernières, les Rizzuto ont eu un rôle-clé dans l'importation, l'exportation et la distribution de stupéfiants (marijuana, cocaïne, héroïne) au Canada et dans toute l'Amérique du Nord, le blanchiment de centaines de millions de dollars, le jeu illégal, la fraude, les prêts usuraires et les extorsions de fonds.

#### La «Sixième famille»
Les journalistes Lee Lamothe et Adrian Humphreys suggèrent que, depuis le début des années 2000, le clan Rizzuto peut être mis au même niveau que les cinq familles de New York.
Selon leur livre La Sixième Famille :

« En 2003, l'organisation Rizzuto était listée dans les dossiers du FBI et de la DEA comme « la délégation canadienne de la Famille Bonanno » ou « la faction montréalaise des Bonanno ». La réalité est très différente. Le territoire sous leur contrôle est énorme. Plusieurs millions de km² du Québec et de l'Ontario tombent directement sous leur influence, quasiment équivalent à un quart du territoire entier des États-Unis. Cela inclut des villes parmi les plus importantes, où se concentre la majeure partie des activités mafieuses sur la frontière entre les États-Unis et le Canada, de nombreuses organisations mafieuses majeures collaborent et coopèrent sous la bannière de la « Sixième Famille ». Là où les parrains de la mafia américaine contrôlent une partie du territoire d'une ville ou un quartier de New York ou l'activité criminelle dans une industrie ou une activité commerciale telle que la construction ou le retraitement des déchets d'un district. « La Sixième Famille » contrôle la filière entière sur une zone gigantesque avec une vraie dimension globale. La « Sixième Famille » a dépassé en taille et en puissance la famille Bonanno, à tel point qu'elle est supposée l'avoir éclipsée (...)
Le cœur nucléaire de la mafia sicilienne basé à Montréal ... [comprend] des centaines de soldats et d'associés, rapporte un rapport de la police canadienne de 2004. Ce rapport n'inclut pas les intermédiaires qui font des affaires avec « La Sixième Famille » dans des associations à court terme. De plus, les hommes d'affaires, la plupart du temps, ne sont pas des criminels avérés. »

### Répression des autorités et assassinats en série
Après une consolidation de leur pouvoir dans les années 1990, les Rizzuto deviennent hyper-exposés et hyper surveillés. Vito Rizzuto est arrêté en janvier 2004 pour son implication dans l'assassinat de trois capitaines de la famille Bonanno Alphonse Indelicato, Philip Giaccone et Dominick Trinchera et est condamné à 10 ans de prison en mai 2007. Le 22 novembre 2006, le SPVM, la Sûreté du Québec et la Gendarmerie royale du Canada ont mené l'« opération Colisée » contre le clan Rizzuto. Cette opération a permis l'arrestation de 73 membres supposés de la mafia montréalaise, dont Nicolo Rizzuto, le père de Vito Rizzuto, Paolo Renda, le demi-frère de Vito Rizzuto et Francesco Arcadi. 6 millions de dollars, 800 kg de cocaïne et 40 kg de marijuana ont été saisis. Nick Rizzuto et ses trois lieutenants sont incarcérés à la prison de Bordeaux de Montréal.
En octobre 2007, des policiers canadiens, italiens et français ont arrêté 11 personnes soupçonnées d'être affiliées au clan Rizzuto en Italie et en France. Les suspects sont accusés de trafic de stupéfiants et de blanchiment d'argent. Environ 212 millions de dollars en biens ont été saisis. Des mandats d'arrestation ont été lancés contre sept Italo-Canadiens, dont Nick Rizzuto et son fils Vito Rizzuto.
Depuis fin 2009, leur pouvoir est fortement ébranlé à la suite d'une série d'assassinats de ses principaux membres. Le 28 décembre 2009, Nick Rizzuto, Jr. est assassiné près de sa voiture dans un quartier de Montréal, Notre-Dame-de-Grâce,. L'assassinat de Nick Jr., qui était chargé de l'activité de la rue, illustre le gouffre laissé par son père dû à son incarcération dans la direction de la famille et du crime organisé montréalais,. Depuis l'assassinat du fils de Vito Rizzuto, l'organisation a vu d'autres disparitions de cadres importants. Paolo Renda, beau-frère de Vito, disparaît sans laisser de traces, le 20 mai 2010. Un mois plus tard, Agostino Cuntrera, le parrain en activité qui aurait repris les rênes de la famille, est assassiné avec son garde du corps le 30 juin 2010. Après trois décennies d'une relative stabilité, la hiérarchie mafieuse fait face à de réelles difficultés et les dirigeants se succèdent les uns après les autres,. Le 10 novembre 2010, Nicolo Rizzuto, le père de Vito, est assassiné dans sa résidence d'Ahuntsic-Cartierville à Montréal avec une seule balle tirée par un tireur embusqué à travers les fenêtres de son patio,,. De nombreuses boutiques affiliées au clan sont incendiées.
Même si une grande partie des anciens membres de la famille Cotroni ont rejoint la famille, les tensions entre calabrais et siciliens restent, c'est pourquoi ce sont les principaux suspects des meurtres de membres de la famille Rizzuto. Les Rizzuto dominent l'activité criminelle à Montréal depuis la disparition du clan Cotroni pour le contrôle du racket, mais surtout pour le trafic de drogue. Il n'est pas prouvé que les cinq familles, historiquement alignées avec le clan Rizzuto, soient pour ou contre le nouveau leadership. Salvatore Montagna, le parrain en activité de la famille Bonanno jusqu'à sa déportation en 2009, est soupçonné d'avoir essayé de réorganiser les deux familles pour son compte personnel et celle de la famille Bonanno. Si tel est le cas, il a échoué, car il est assassiné le 11 novembre 2011. Vito Rizzuto est relâché de prison le 6 octobre 2012. Certains criminologues supposent qu'il cherchera à se venger et à reprendre les rênes du pouvoir. Plusieurs associés de Rizzuto seront relâchés dans le cadre de libertés conditionnelles en 2012. Le 4 novembre 2012, un membre de la famille Rizzuto, Joseph DiMaulo, est assassiné hors de sa maison de Montréal. Le 23 décembre 2013, le parrain Vito, qui souffrait d'un cancer, succombe d'une pneumonie. Le beau-frère de DiMaulo, Raynald Desjardins, est emprisonné en 2016 pour l'assassinat de Salvatore Montagna. Mais les assassinats continuent, dont ceux des hommes les plus importants du clan, comme Rocco Sollecito ou Vincenzo Spagnolo, réputé pour avoir été « le plus fidèle lieutenant » de Vito Rizzuto. Les deux seuls lieutenants ayant survécu étaient en prison durant ces assassinats, et ont vu leurs peines rallongées pour leur sécurité, comme Francesco Del Balso et Francesco Arcadi,. Ils ont été relâchés, mais leurs vies sont toujours menacées.
Avec tous ces événements, et la mort des parrains, Nicolo et Vito Rizzuto, de nombreux spécialistes estiment la fin du clan proche,.
En novembre 2015, le fils de Vito Rizzuto, Leonardo Rizzuto, et le fils de Rocco Sollecito, Stefano Sollecito, présumés être les chefs de la mafia à Montréal, ont été arrêtés avec plus de 40 autres personnes et ont été accusés d'avoir participé à un trafic de drogue entre le 1er janvier 2013 et le 16 novembre 2015. Ils ont également été accusés d'avoir commis un crime « au profit, sur l'ordre d'une organisation criminelle ou en association avec elle ». Le 19 février 2018, Leonardo Rizzuto et Stefano Sollecito ont été libérés de prison depuis leur arrestation en novembre 2015, acquittés du chef de gangstérisme et de complot en vue de faire le trafic de cocaïne. Les éléments de preuve obtenus par écoute électronique recueillis par un groupe de travail conjoint de la police en 2015 ont été exclus en tant que violation du droit constitutionnel du secret professionnel de l'avocat.

## Quelques membres

### Famille Rizzuto
- Nicolo Rizzuto, dit Nick Rizzuto. Il s'agissait du patriarche de la famille Rizzuto. Il a été abattu d'une seule balle à sa résidence le 10 novembre 2010 à Montréal[32].
- Vito Rizzuto, connu sous le sobriquet de Teflon Don. Il était le fils de Nicolo Rizzuto et parrain de la famille mafieuse du même nom. Emprisonné 10 ans aux États-Unis, jusqu'en 2012, il est mort le 23 décembre 2013, d'une pneumonie[33]. Selon un entretien de Francesco Di Carlo, un repenti sicilien, avec W-Five, Vito Rizzuto représentait Cosa Nostra au Canada.
- Nicolo Rizzuto Jr, fils de Vito et homme d'affaires. Il est assassiné le 28 décembre 2009. Joseph Ducarme, l'homme soupçonné de l'avoir tué, est assassiné en 2014, peu après la sortie de prison de Vito[34].
- Leonardo Rizzuto, fils de Vito[31]

### Leaders
- Andrew Scoppa, chef intérimaire de la mafia montréalaise. Il est arrêté le 26 octobre 2016 dans le stationnement de la Tour des Canadiens, dans le cadre de l'enquête Estacade pour trafic de cocaïne, et contrôlait le trafic de stupéfiants à Laval et dans le nord de Montréal[35]. En octobre 2019, il est abattu dans le stationnement d'un centre commercial de Pierrefonds[36].
- Paolo Renda, le beau-frère de Vito et le consigliere du clan. Il est enlevé en mai 2010, alors qu'il revenait du marché, et porté disparu[37]. En 2018, Paolo Renda est officiellement déclaré mort par la cour du Canada[38]. À ce jour, Giuseppe Ponytail De Vito est toujours soupçonné par la police d'avoir été mêlé à cette affaire qui n'a jamais été élucidée. En 2013, De Vito est mort empoisonné au cyanure, au pénitencier de Donnacona.
- Rocco Sollecito, un des leaders du clan. Il l'a dirigé pendant l'emprisonnement du parrain, Vito, et celui de son fils, Stefano. Il était aussi un des six membres qui siègent à la « Table de direction » du crime organisé italien. Sollecito est criblé de balles alors qu'il était immobilisé à un feu rouge, le 27 mai 2016[39].
- Francesco Arcadi, le dernier leader du clan encore vivant, sur les six qu'il comptait. Arcadi était aussi le numéro deux de l'alliance. Arrêté lors de l'opération Colisée en 2006, il est placé en détention à domicile pour deux ans[40].
- Francesco Del Balso, alias Chit, est arrêté lors de l'opération Colisée, il a vu sa liberté conditionnelle révoquée pour sa sécurité. En janvier 2018, il est autorisé à la redemander[41]. Il est assassiné le 5 juin 2023 devant le Monster Gym à Dorval[42].

### Autres membres
- Lorenzo Giordano, bras-droit de Francesco Arcadi et responsable des paris sur internet du clan. Après avoir fui l'opération Colisée, il est rattrapé en 2007 et emprisonné. Réputé pour son caractère bouillant, il a reçu de Stefano Sollecito, à sa sortie de prison en 2011, 25 % des revenus des paris illégaux. Cependant, il en gagnait plus avant, et il entreprit de récupérer ses biens. Il est assassiné le 1er mars 2016, sur l'ordre de Salvatore Scoppa dans le cadre d'une guerre interne de la mafia. Scoppa est aussi mort criblé de balles en 2019[43].
- Felice Italiano, homme d'affaires, propriétaire d'une compagnie exportatrice de peaux. En 2007, il est arrêté à Milan, par la police italienne pour avoir caché de la drogue dans les peaux[44].
- Mike Lapolla (Capitaine), Giovanni Lapolla (Soldato), Antonio Lapolla (Associé), Giovanni Bertolo, Francesco Velenos, Frederico Lapolla (Capitaine), Sam Fasulo, Federico Del Pescio (Associé), Agostino Cuntrera (abattu en juin 2010 avec son garde du corps[45],[46]) et Joseph DiMaulo (assassiné le 4 novembre 2012).
- Quelques associés : Beniamino Zappia (Milan, Montréal)[47].

## Activités internationales
En 2007, le clan Rizzuto fait l'objet d'une enquête internationale pour le blanchiment de plusieurs centaines de millions de narcodollars (environ 600 millions d'euros, soit 900 millions de dollars). Des enquêtes contre des mafiosi liés au clan Rizzuto sont en cours en Italie, en Suisse, en France et à Montréal.

### Activités en Italie
Le 23 octobre 2007, la justice italienne a annoncé l'émission de mandats d'arrêt contre 19 personnes liées au clan Rizzuto. Une dizaine de personnes sont écrouées en Italie, en Suisse et en France. Plus de 200 policiers italiens ont effectué 40 perquisitions et saisi ou bloqué environ 212 millions de dollars, principalement à Rome et à Milan.
Deux employés de la Banca del Veneto, en Italie, auraient blanchi de l'argent du clan en Suisse et ont été arrêtés en octobre 2007.

#### «Made in Italy»
Pour son activité de blanchiment, le clan Rizzuto aurait utilisé comme façade la compagnie italienne d'import-export « Made in Italy spa », dirigée par Mariano Turrisi. « Made in Italy » est chargée de la promotion des produits italiens.
Vito Rizzuto aurait ainsi été personnellement en contact avec l'homme d'affaires italien Mariano Turrisi, dirigeant de l'entreprise.

#### Pont de Messine
Le groupe est dit être impliqué dans le projet du pont de Messine entre la Sicile et le continent, dont le coût est estimé à 5 milliards d'euros, permettant de recycler ainsi des centaines de millions de narcodollars. L'ancien ingénieur montréalais Joseph Zappia a été inculpé en Italie dans cette affaire. Son nom était apparu dans le scandale du Village olympique, dans les années 1970. Vito Rizzuto fait l'objet d'un mandat d'arrêt en Italie dans l'affaire du pont de Messine.

## Influence sur les médias
Les écrivains Antonio Nicaso et Peter Edwards ont publié  Business or Blood: La dernière guerre de la mafia Boss Vito Rizzuto  (2015). Le livre a été adapté pour la série télévisée Bad Blood, diffusée à partir du 11 novembre 2017 sur ICI Radio-Canada Télé et sur Netflix.